# Oficina de Estadística de la República de Eslovenia
La Oficina de Estadística de la República de Eslovenia (en esloveno: Statistični urad Republike Slovenije, SURS) es una institución de Estado independiente Eslovenia encargada de los estudios estadísticos oficiales. Le reporta directamente al Primer Ministro esloveno.
Una de las actividades de la institución es llevar a cabo un censo nacional cada 10 años, el cual se realizó al 2011 por última vez. La oficina está ubicada en Litostrojska cesta 54 (54 Litostroj Street) en Liubliana. Desde agosto de 2019, su director es Bojan Nastav.

## Directores
- Alojz Dular (1944–1945)
- Silva Exel Škerlak (1945–1948)
- Boris Debevec (1948–1951)
- Vojko Konvalinka (1951–1954)
- Rajko Kiauta (1954–1967)
- Franta Komel (1967–1981)
- Tomaž Banovec (1981–2003)
- Irena Križman (2003–2013)
- Genovefa Ružić (2013–2019)
- Bojan Nastav (2019–)